# Scylla

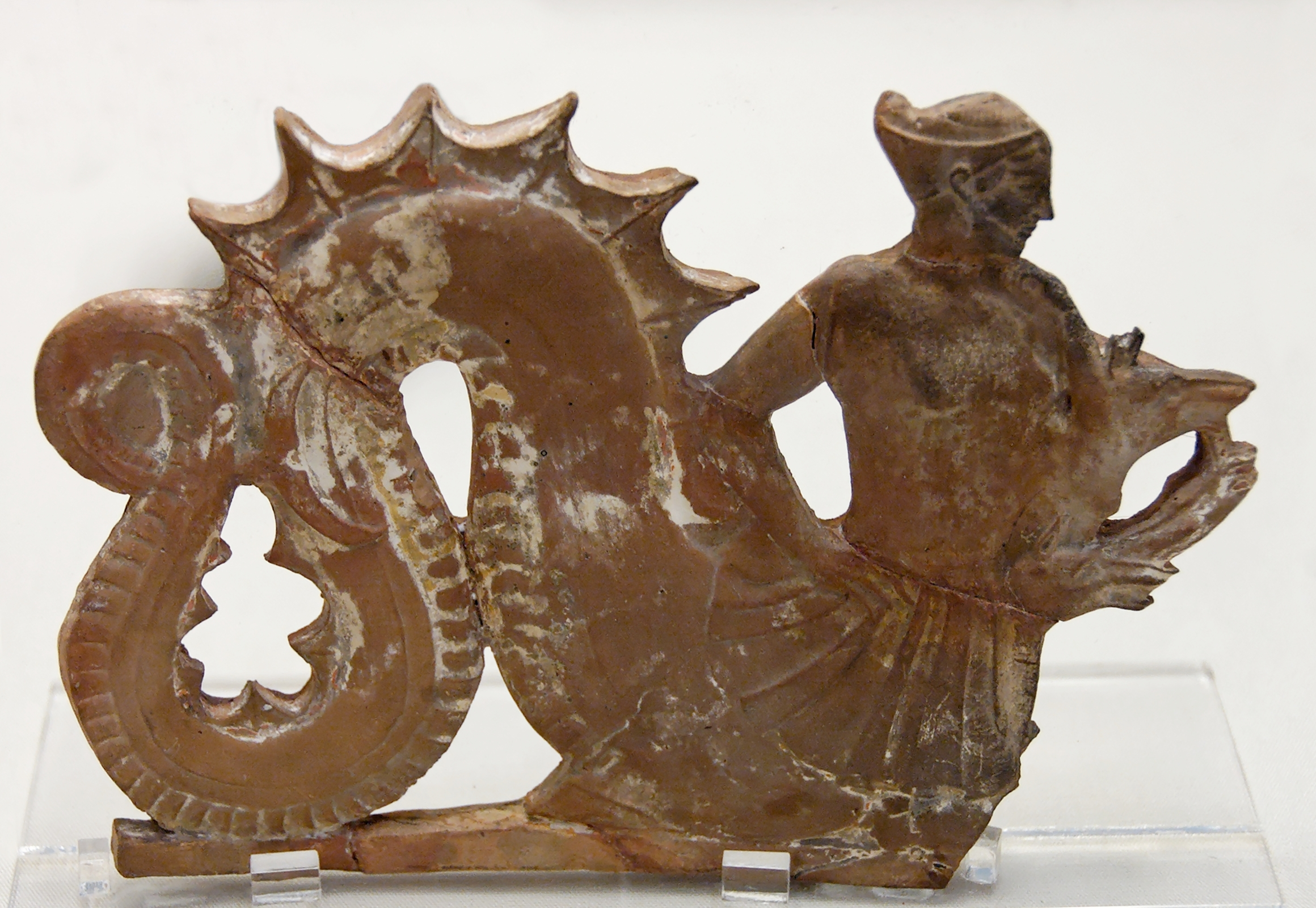
Thủy quái Scylla (Đất nung, 460 - 450 TCN, tìm thấy tại Aegina)

Trong thần thoại Hy Lạp, Scylla (/ˈsɪlə/; tiếng Hy Lạp: Σκύλλα) là một nữ thủy quái sống ở eo biển Messina giữa Ý và Sicilia. Scylla ở bên bờ nước Ý, đối diện với Charybdis ở Sicilia. Eo biển này khá hẹp, hẹp đến nỗi nếu các thủy thủ tránh Charybdis ở bờ bên này thì sẽ phải gặp Scylla ở bờ bên kia.
Thành ngữ trong tiếng Anh "Between Scylla and Charybdis" (tạm dịch: giữa Scylla và Charybdis) tương tự câu tránh vỏ dưa gặp vỏ dừa trong tiếng Việt, mang ý nghĩa buộc phải lựa chọn giữa hai tình huống nguy hiểm ngang nhau.

## Nguồn gốc

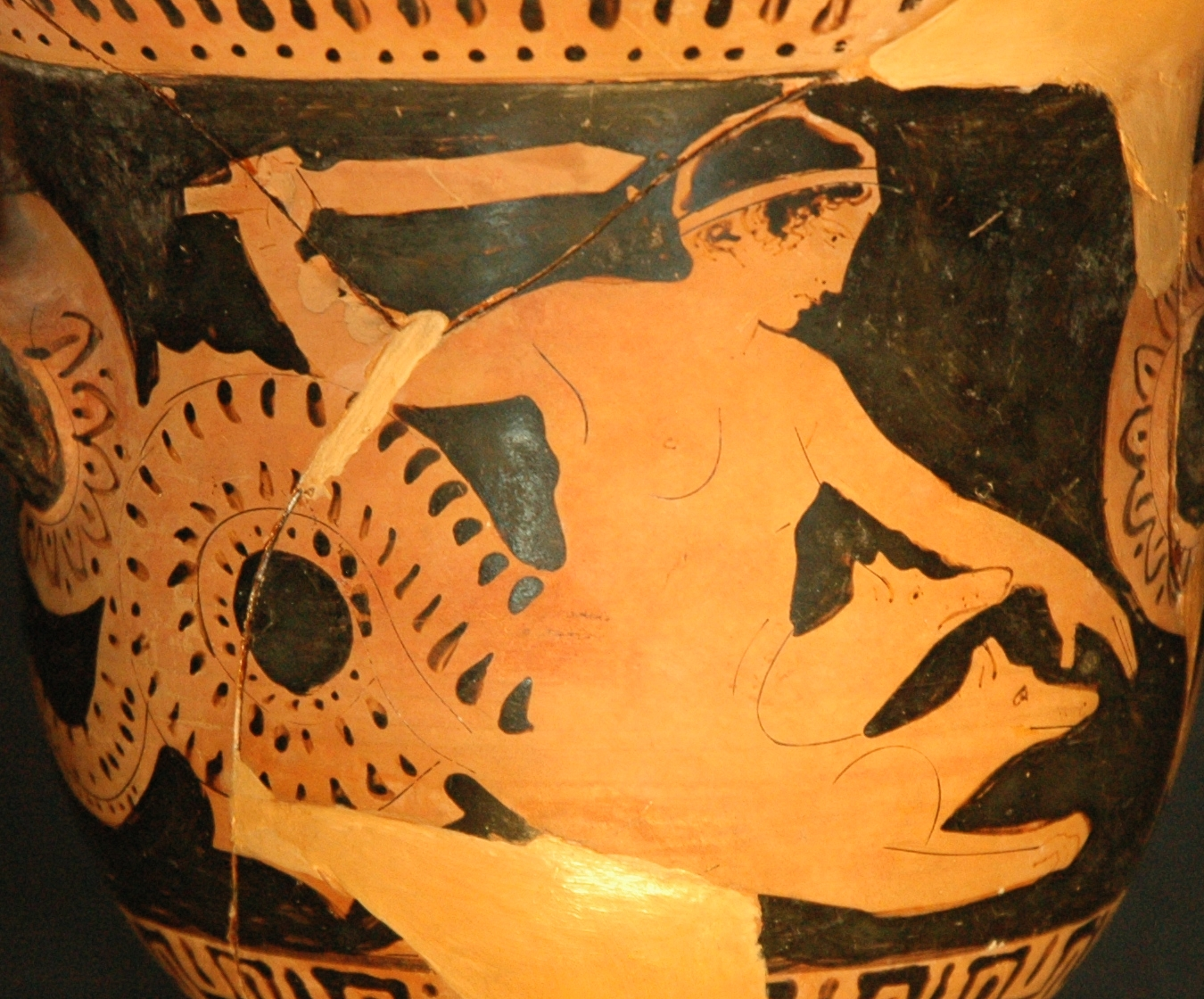
Mô tả của Scylla trên một chiếc bình (450 - 425 TCN)

## Thần thoại

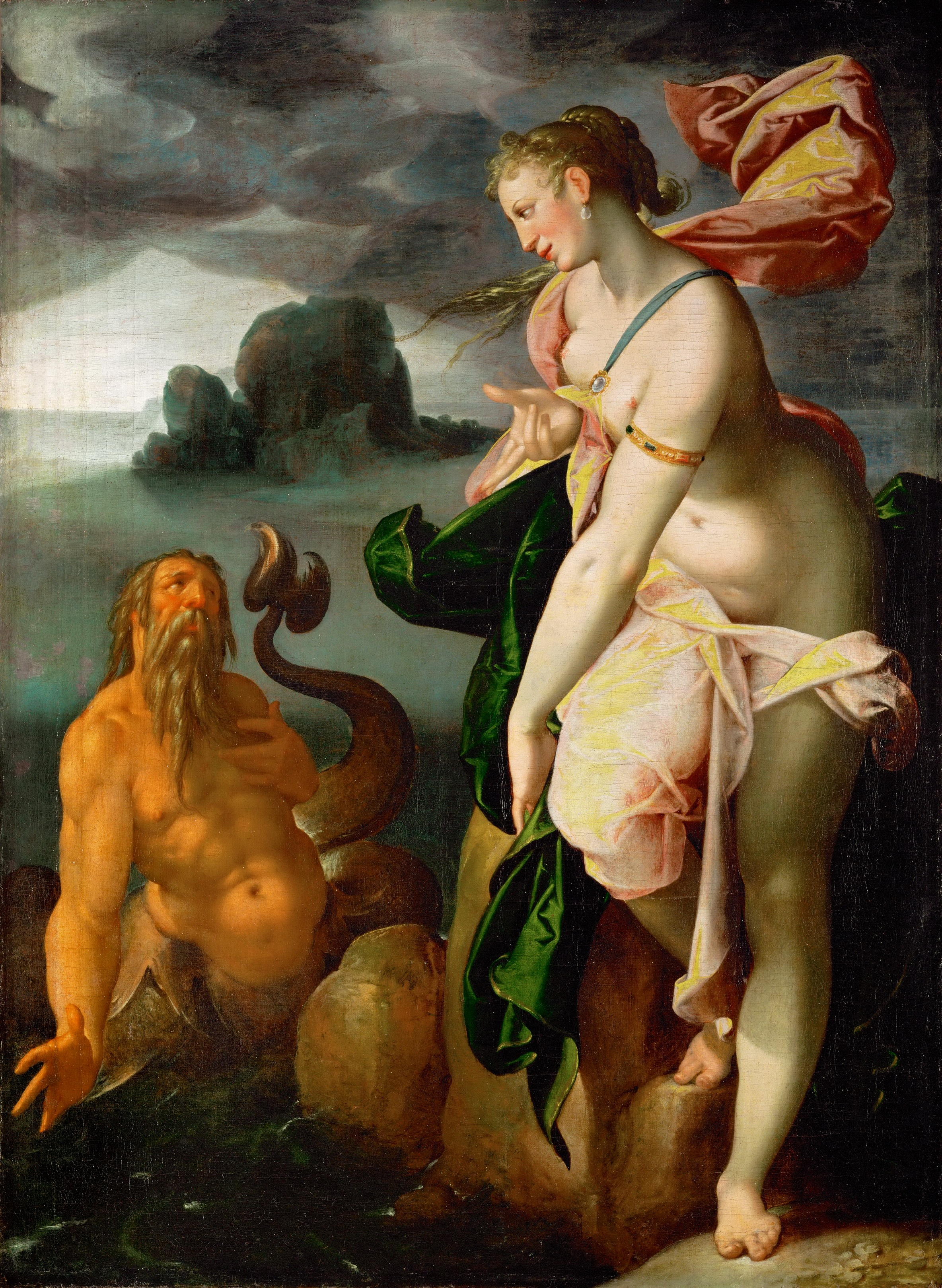
Glaucus và người đẹp Scylla

### Odyssey của Homer

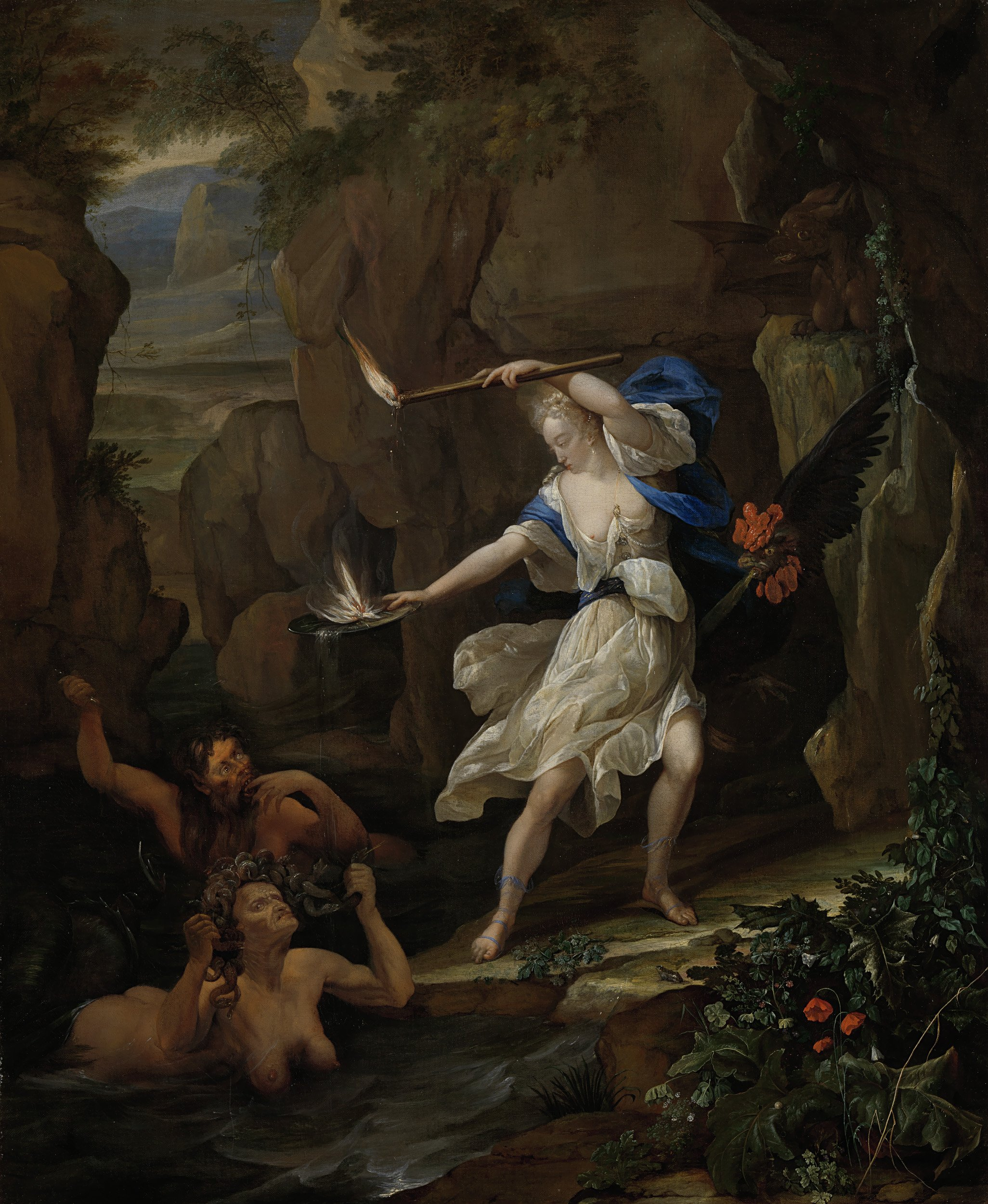
Tranh của Eglon van der Neer (1695)

### Endymion của Keats

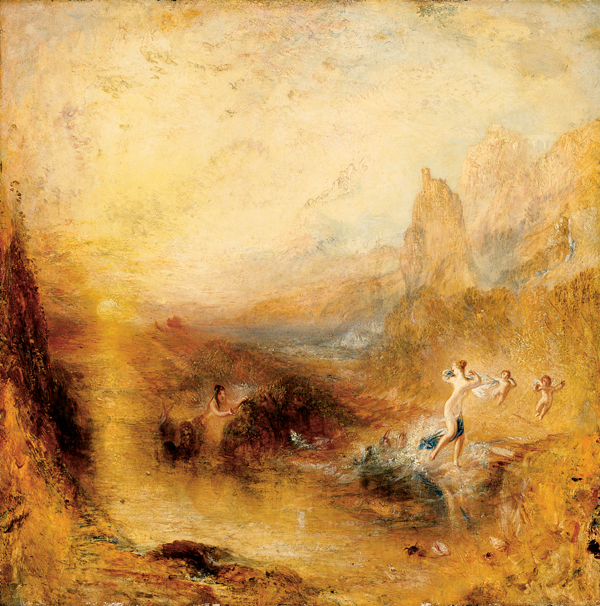
Tranh của J. M. W. Turner (1841)